# رئیس اجرایی
رئیس اجرایی (انگلیسی: Executive officer) افسر اجرایی یا مدیر اجرایی، فردی که مسئولیت اجرایی یک سازمان را برعهده دارد. در حوزه‌های نظامی، در بسیاری از ارتش‌ها، افسر اجرایی، فرمانده دوم محسوب می‌شود، که به فرمانده گزارش می‌دهد و اغلب مسئولیت مدیریت فعالیت‌های روزمره را برعهده دارد تا فرمانده اصلی بر تعیین استراتژی‌ها و برنامه‌ریزی واحد متمرکز باشد. در حوزه کسب‌وکار، رئیس اجرایی اغلب تحت عنوان مدیرعامل شناخته می‌شود و در شرکت‌های بزرگ نیز رئیس اجرایی به مدیران ارشدی اطلاق می‌شود، که مسئولیت مدیریت بر دفاتر یا ادارات اصلی را برعهده دارند و به‌طور معمول از اعضای هیئت مدیره شرکت نیز محسوب می‌شوند،